# شو ژیمینگ
شو ژیمینگ (انگلیسی: Xu Zhiming؛ زادهٔ ۲۹ ژانویهٔ ۱۹۸۰) جودوکار اهل چین بود. وی در بازی‌های المپیک تابستانی ۲۰۰۰ شرکت کرده‌است.